# Ola Tjørhom
Ola Tjørhom ( nascido em 1953 em Stavanger ) é um ex-professor luterano norueguês de teologia que se converteu ao catolicismo romano em 25 de janeiro de 2003.  Anteriormente, Tjørhom pertencia à Escola Norueguesa de Missão e Teologia em Stavanger e atuava em atividades ecumênicas. A conversão de Tjørhom despertou atenção não apenas em seu país natal, mas também no movimento ecumênico em todo o mundo. 